# Partit Socialdemòcrata de les illes Fèroe
El Partit Socialdemòcrata de les illes Fèroe (en feroés: Javnaðarflokkurin, lit. ‘Partit de la Igualtat’) és un partit polític socialdemòcrata de les illes Fèroe, liderat per Aksel V. Johannesen.
A les eleccions celebrades l'1 de setembre de 2015, el partit va ser el més votat amb el 25,1% dels vots populars i va obtenir 8 dels 32 escons, un més dels que tenia. Actualment, Aksel V. Johannesen és el primer ministre de les illes, gràcies al suport del Partit Republicà i Progrés, amb qui governa amb coalició.
El partit vol mantenir el lligam actual de les illes Fèroe amb Dinamarca.

## Resultats electorals
| Any    | Vots  | Vots | Escons  | Escons | Pos. |
| Any    | #     | %    | #       | ±      | Pos. |
| ------ | ----- | ---- | ------- | ------ | ---- |
| 1928   | 671   | 10.6 | 2 / 23  | Nou    | 3r   |
| 1932   | 825   | 10.5 | 2 / 21  | =      | = 3r |
| 1936   | 1,891 | 24.0 | 6 / 24  | 4      | = 3r |
| 1940   | 2,012 | 23.9 | 6 / 24  | =      | = 3r |
| 1943   | 1,919 | 19.9 | 5 / 25  | 1      | = 3r |
| 1945   | 3,305 | 22.8 | 6 / 23  | 1      | = 3r |
| 1946a. | 3,705 | 28.1 | 4 / 20  | 2      | = 3r |
| 1950   | 2,605 | 22.4 | 6 / 25  | 2      | = 3r |
| 1954   | 2,518 | 19.8 | 5 / 27  | 1      | 4t   |
| 1958   | 3,589 | 25.8 | 8 / 30  | 3      | 1r   |
| 1962   | 4,161 | 27.5 | 8 / 29  | =      | = 1r |
| 1966   | 4,751 | 27.0 | 7 / 26  | 1      | = 1r |
| 1970   | 4,916 | 27.2 | 7 / 26  | =      | = 1r |
| 1974   | 5,125 | 25.8 | 7 / 26  | =      | = 1r |
| 1978   | 5,062 | 22.3 | 8 / 32  | =      | 2n   |
| 1980   | 5,043 | 21.7 | 7 / 32  | 1      | = 2n |
| 1984   | 5,879 | 23.4 | 8 / 32  | 1      | 1r   |
| 1988   | 6,233 | 21.6 | 7 / 32  | 1      | 2n   |
| 1990   | 7,805 | 27.5 | 10 / 32 | 3      | 1r   |
| 1994   | 3,918 | 15.4 | 5 / 32  | 5      | 3r   |
| 1998   | 6,063 | 21.9 | 7 / 32  | 2      | 2n   |
| 2002   | 6,378 | 20.9 | 7 / 32  | =      | 3r   |
| 2004   | 6,921 | 21.8 | 7 / 32  | =      | 2n   |
| 2008   | 6,018 | 19.3 | 6 / 33  | 1      | 4t   |
| 2011   | 5,428 | 17.8 | 6 / 33  | =      | = 4t |
| 2015   | 8,093 | 25.1 | 8 / 33  | 2      | 1r   |
| 2019   | 7,480 | 22.1 | 7 / 33  | 1      | 2n   |
| 2022   | 9,094 | 26.6 | 9 / 33  | 2      | 1r   |

a. El Partit Socialdemòcrata es va presentar en coalició electoral conjunta amb el Partit de l'Autogovern a les eleccions generals de 1946 (el primer va acabar guanyant 4 escons i el segon va obtenir 2).